# Aeolis Mons
Aeolis Mons – centralne wzniesienie w kraterze Gale, znajdującym się na Marsie. Góra wznosi się na wysokość 5500 metrów ponad dno północnej części krateru i 4500 m ponad dno części południowej, jej współrzędne areograficzne to ♂ 5,08°S 222,15°W/-5,080000 -222,150000. W kraterze Gale, u podnóża Aeolis Mons wylądował łazik Curiosity Rover, w ramach misji Mars Science Laboratory.

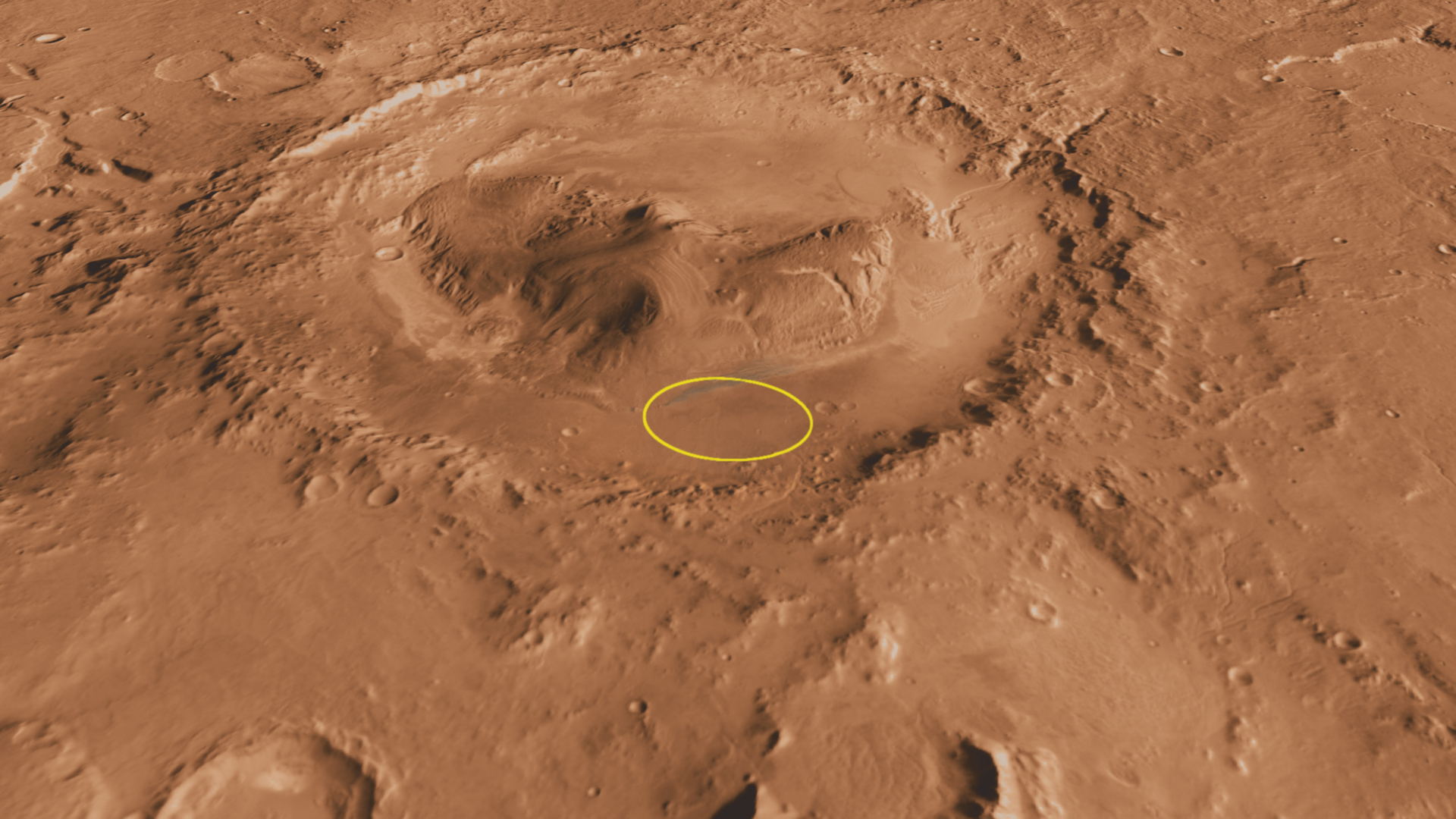
Krater Gale z zaznaczonym miejscem lądowania łazika Curiosity znanym jako Aeolis Palus, u stóp Aeolis Mons

Góra była początkowo znana nieoficjalnie jako Mount Sharp (Góra Sharpa) od nazwiska amerykańskiego geologa Roberta Sharpa, który pracował jako planetolog w czasie wcześniejszych badań Marsa. Po oficjalnym nadaniu górze nazwy Aeolis Mons przez International Astronomical Union nazwiskiem Sharpa nazwano pobliski krater.